# Watford Rural
Watford Rural är en civil parish i Storbritannien.   Den ligger i grevskapet Hertfordshire och riksdelen England, i den södra delen av landet, 23 km nordväst om huvudstaden London.